# Davud Pasha
Davud Pasha var en osmansk storvesir mellan åren 1482 och 1496. Han avskedades från sin post som storvesir i sistnämnda år.